# 1998-as Formula–1 osztrák nagydíj
Az osztrák nagydíj volt az 1998-as Formula–1 világbajnokság tizedik futama.

## Futam
| Helyezés | #  | Versenyző             | Csapat/Motor        | Futott körök | Idő/Kiesés oka | Rajthely | Pontszám |
| -------- | -- | --------------------- | ------------------- | ------------ | -------------- | -------- | -------- |
| 1        | 8  | Mika Häkkinen         | McLaren-Mercedes    | 71           | 1'30:44,0      | 3        | 10       |
| 2        | 7  | David Coulthard       | McLaren-Mercedes    | 71           | +5,289         | 14       | 6        |
| 3        | 3  | Michael Schumacher    | Ferrari             | 71           | +39,092        | 4        | 4        |
| 4        | 4  | Eddie Irvine          | Ferrari             | 71           | +43,976        | 8        | 3        |
| 5        | 10 | Ralf Schumacher       | Jordan-Mugen-Honda  | 71           | +50,654        | 9        | 2        |
| 6        | 1  | Jacques Villeneuve    | Williams-Mecachrome | 71           | +53,202        | 11       | 1        |
| 7        | 9  | Damon Hill            | Jordan-Mugen-Honda  | 71           | +1:13,624      | 15       |          |
| 8        | 15 | Johnny Herbert        | Sauber-Petronas     | 70           | +1 kör         | 18       |          |
| 9        | 6  | Alexander Wurz        | Benetton-Playlife   | 70           | +1 kör         | 17       |          |
| 10       | 12 | Jarno Trulli          | Prost-Peugeot       | 70           | +1 kör         | 16       |          |
| 11       | 22 | Nakano Sindzsi        | Minardi-Ford        | 70           | +1 kör         | 21       |          |
| 12       | 20 | Ricardo Rosset        | Tyrrell-Ford        | 69           | +2 kör         | 22       |          |
| Kiesett  | 19 | Jos Verstappen        | Stewart-Ford        | 51           | Motorhiba      | 12       |          |
| Kiesett  | 23 | Esteban Tuero         | Minardi-Ford        | 30           | Kicsúszás      | 19       |          |
| Kiesett  | 5  | Giancarlo Fisichella  | Benetton-Playlife   | 21           | Ütközés        | 1        |          |
| Kiesett  | 14 | Jean Alesi            | Sauber-Petronas     | 21           | Ütközés        | 2        |          |
| Kiesett  | 2  | Heinz-Harald Frentzen | Williams-Mecachrome | 16           | Motorhiba      | 7        |          |
| Kiesett  | 18 | Rubens Barrichello    | Stewart-Ford        | 8            | Fékek          | 5        |          |
| Kiesett  | 16 | Pedro Diniz           | Arrows              | 3            | Ütközés        | 13       |          |
| Kiesett  | 17 | Mika Salo             | Arrows              | 1            | Ütközés        | 6        |          |
| Kiesett  | 11 | Olivier Panis         | Prost-Peugeot       | 0            | Kuplung        | 10       |          |
| Kiesett  | 21 | Takagi Toranoszuke    | Tyrrell-Ford        | 0            | Ütközés        | 20       |          |

## A világbajnokság élmezőnyének állása a verseny után
| H  | Versenyzők         | Pont | H  | Konstruktőrök       | Pont |
| -- | ------------------ | ---- | -- | ------------------- | ---- |
| 1. | Mika Häkkinen      | 66   | 1. | McLaren-Mercedes    | 102  |
| 2. | Michael Schumacher | 58   | 2. | Ferrari             | 90   |
| 3. | David Coulthard    | 36   | 3. | Benetton-Playlife   | 32   |
| 4. | Eddie Irvine       | 32   | 4. | Williams-Mecachrome | 20   |
| 5. | Alexander Wurz     | 17   | 5. | Stewart-Ford        | 5    |

## Statisztikák
Vezető helyen:
- Mika Häkkinen: 69 (1-34 / 37-71)
- David Coulthard: 2 (35-36)

Mika Häkkinen 6. győzelme, Giancarlo Fisichella 1. pole-pozíciója, David Coulthard 7. leggyorsabb köre.
- McLaren 113. győzelme.